# رود قارقره‌لی
رود قارقره‌لی (قزاقی: Қарқаралы) یک رودخانه در استان قراغندی کشور قزاقستان است.